# Lotus lancerottensis
Espèce
Lotus lancerottensis est une espèce de plantes à fleurs de la famille des Fabaceae endémique aux îles Canaries.

## Synonymes
- Lotus neglectus (Lowe) Masf. (1881)
- Lotus glaucus var. villosus Brand (1898)

## Description
- Plante vivace couchée avec des fleurs jaunes groupées par 3 ou 5 fleurs[1]
- Feuilles trifoliées, plus ou moins pubescentes. La variété villosus possède des poils argentés abondants[2].

## Répartition
- Espèce endémique à Lanzarote et Fuerteventura[2]. Il existe aussi quelques stations à Madère.

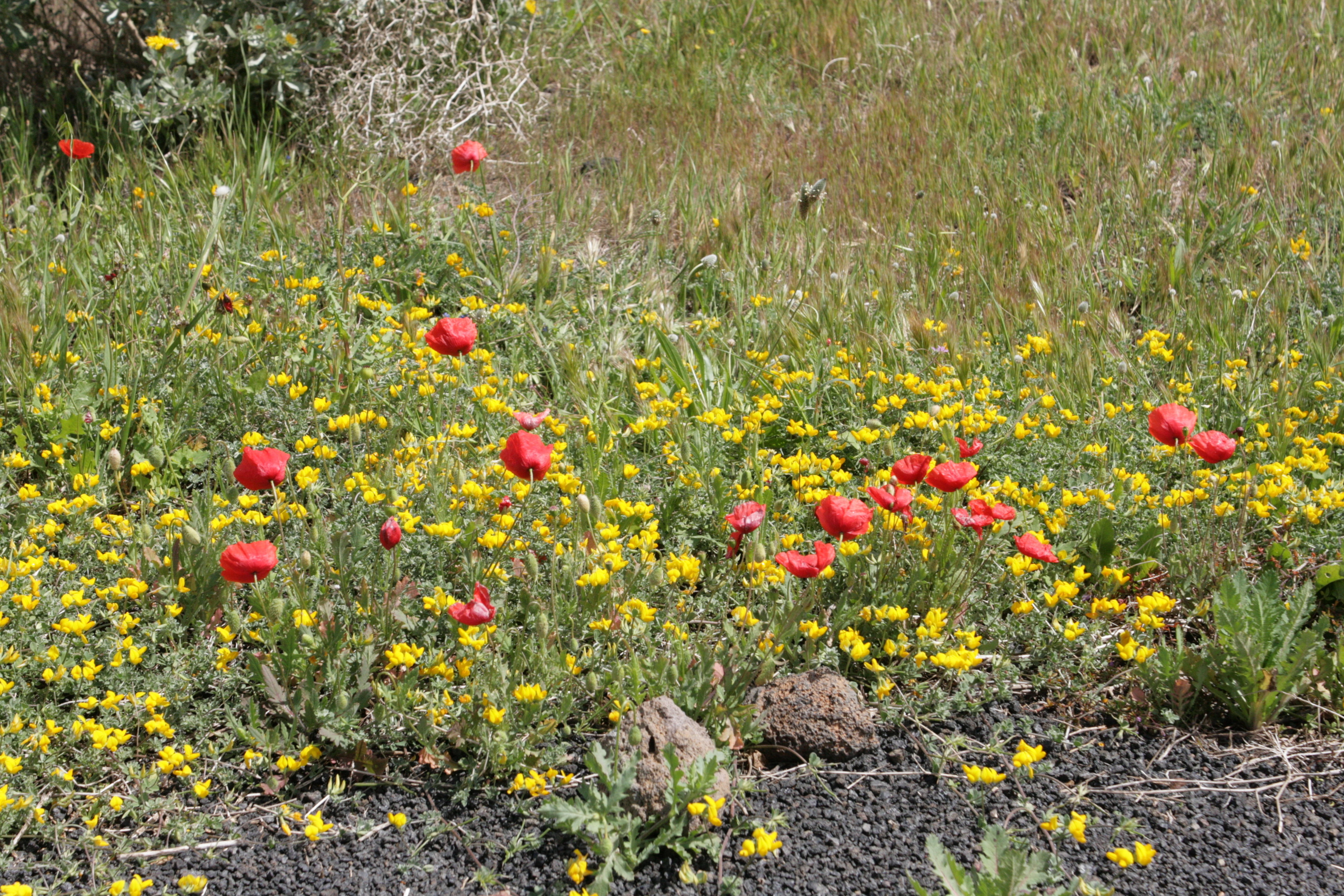
Lotus lancerottensis mêlé à des coquelicots à Los Valles, Lanzarotte.